# Середнє (Дубенський район)
Сере́днє — село в Україні, у Козинській сільській громаді Дубенського району Рівненської області. Населення становить 111 осіб. До 2016 у складі органу місцевого самоврядування — Березинівська сільська рада. Від 2016 у складі Козинська сільська громада

## Географія
Селом тече річка Пляшівка.

## Історія
Засноване 1800 року. З 1800 по 1916 рік перебувало під владою Царської Росії. У 1916—1921 роках переходило з рук в руки — то під контролем Польщі, то УНР, то Росії.
7 (20) листопада 1917 року, відповідно до Третього Універсалу Української Центральної Ради, увійшло до складу Української Народної Республіки.
Після 1921 року знову приєднане до Польщі аж до 1939 року, коли радянські війська ввійшли в Західну Україну.
У 1906 році урочище Крупецької волості Дубенського повіту Волинської губернії. Відстань від повітового міста 30 верст, від волості 18. Дворів 6, мешканців 45.
Після 1991 року приєднане до Березинівської сільської ради.
12 червня 2020 року, відповідно до розпорядження Кабінету Міністрів України № 722-р від «Про визначення адміністративних центрів та затвердження територій територіальних громад Рівненської області», увійшло до складу Козинської сільської громади Радивилівського району.
19 липня 2020 року, в результаті адміністративно-територіальної реформи та ліквідації Радивилівського району, село увійшло до складу Дубенського району.

## Назва
Назвали село так тому, що воно розташовувалося посередині великих сіл.[джерело?]